# 東光院 (神奈川県大磯町)
東光院（とうこういん）は神奈川県中郡大磯町大磯（大磯宿）にある東寺真言宗の寺院。
廃仏毀釈による散逸や火災などで文献が失われ、正確な起源は明らかではないが、『新編相模国風土記稿』に記述があり、鎌倉時代後期から江戸時代にかけて創建されたとみられる。

## 行事
- 盂蘭盆会法要：迎え火（8月13日）
- 盂蘭盆会法要：送り火（8月16日）
- 施餓鬼供養祭（9月20日）

## アクセス
- JR東日本-東海道本線-大磯駅より徒歩6分、神奈中バス消防署前バス停下車。